# Fímbria de la trompa de Fal·lopi
Una fímbria de la trompa uterina o fímbria de la trompa de Fal·lopi o franja de la trompa uterina o franja de la trompa de Fal·lopi és una de les deu a quinze franges que surten de l'infundíbul de la trompa de Fal·lopi (l'extrem més allunyat de l'úter de la trompa de Fal·lopi).
La fímbria ovàrica o franja ovàrica es caracteritza per ser la més llarga de les fímbries i perquè uneix l'infundíbul amb l'extrem tubàric de l'ovari.
La trompa ovàrica, o trompa de Fal·lopi, és una part de l'aparell reproductor femení. Uneix l'ovari amb l'úter i té una forma que pot recordar un corn o una trompeta. La trompa ovàrica està formada per l'itsme, l'ampolla i l'infundíbul. Aquest darrer seria com l'extrem ample del corn i no té forma llisa, sinó que acaba en una mena de pètals (com els d'una flor) que s'anomenen franges, una de les quals és més llarga que les altres i s'uneix a l'ovari. Aquest lligament és la franja ovàrica.
Quan l'òvul és expulsat de l'ovari, passa per la franja ovàrica fins a l'infundíbul, que el dirigeix fins a l'úter a través de la trompa ovàrica.